# الدوري الأمريكي لكرة السلة للمحترفين 1962–63
الدوري الأمريكي لكرة السلة للمحترفين 1962–63 (بالإنجليزية: 1962–63 NBA season)‏ هو موسم من إن بي أي. أقيم خلال الفترة 16 أكتوبر 1962 وحتى 24 أبريل 1963، وأشرف على تنظيمه إن بي أي، وفاز فيه بوسطن سيلتكس.